# Frontière entre le Burkina Faso et le Mali
La frontière entre le Burkina Faso et le Mali est une frontière terrestre internationale continue longue de 1 000 kilomètres, entre le territoire du Burkina Faso et celui du Mali, en Afrique de l'Ouest.

## Historique
La frontière est définie par l'administration coloniale française, pour laquelle ce n'était qu'une limite administrative interne de l'Afrique-Occidentale française. Une première fois en 1919, après que la Haute-Volta est détachée du Haut-Sénégal. Une seconde fois lorsque, après son démembrement en 1932, elle est recréée en 1947.
Le tracé de sa portion orientale a fait l'objet d'un contentieux entre les deux pays, qui s'est notamment traduit par des escarmouches frontalières en 1974 et la guerre de la Bande d'Agacher en 1985 ; il est définitivement établi par un arrêt de la Cour internationale de justice rendu le 22 décembre 1986 qui partage le territoire disputé de façon presque égale.
Au Burkina Faso, elle est traversée par la route nationale 2 (près de Yensé), par la route nationale 8 (près de Koloko), par la route nationale 9 (à Faramana), par la route nationale 14 (près de Djibasso), par la route nationale 21 (près de Néhourou) et par la route nationale 22 (près de Diguel).